# ثرثرة فوق النيل (فلم)
ثرثرة فوق النيل فيلم مصري، إنتاج عام 1971، مأخوذ عن الرواية التي تحمل نفس الاسم (ثرثرة فوق النيل) للكاتب نجيب محفوظ. ومن إخراج حسين كمال.

## ملخص القصة
بعد وقوع الهزيمة في 5 يونيو 1967، يستعرض الفيلم عدد من الشخصيات التي تحاول الهروب من الواقع اليومي البائس الذي يحيط بها، حيث يجتمعون بشكل دوري في عوامة الممثل رجب القاضي المطلة على نهر النيل من أجل تعاطي الحشيش واللهو، من بينهم الموظف المحبط أنيس زكي، سنية التي تحاول التنفيس عن غضبها بعد اكتشافها لخيانة زوجها، سمارة الصحافية دائمة الانتقاد لكل شيء، سناء الطالبة الجامعية التي تقاسي من إهمال والديها نحوها.

## الممثلون
- أحمد رمزي: رجب القاضي
- سهير رمزي: سناء
- ميرفت أمين: ليلي
- عماد حمدي: أ. أنيس زكي
- ماجدة الخطيب: سمارة
- عادل أدهم: خالد عزوز
- صلاح نظمي: خالد
- أحمد توفيق
- مجدى وهبة
- عايدة الشاعر: مطربة
- نعمت مختار
- أحمد الجزيري
- محمود الأحمدي
- زيزى فريد
- رضوان حافظ
- محمود فريد
- فتحية على
- قدرية كامل
- أنور مدكور
- محمد سليمان
- محمد سلطان
- عبد الله بيومي
- مصطفى عمر

## فريق العمل
- تصوير: مصطفى امام (مدير التصوير)
- مونتاج: رشيدة عبد السلام (مونتير)
- تأليف: ممدوح الليثي (سيناريو وحوار) - نجيب محفوظ (رواية)
- إخراج: حسين كمال (مخرج) محمد عبد العزيز (مساعد مخرج)
- أدوار متعددة: نجيب خورى (منسق مناظر)
- إنتاج: أفلام جمال الليثي (منتج)
- صوت: نصرى عبد النور (مهندس الصوت)

## روابط خارجية
- مقالات تستعمل روابط فنية بلا صلة مع ويكي بيانات